# Metatrogus lukei
Metatrogus lukei är en skalbaggsart som beskrevs av Peter Geoffrey Allsopp 1999. Metatrogus lukei ingår i släktet Metatrogus och familjen Melolonthidae. Inga underarter finns listade i Catalogue of Life.